# Tempesta Anatol

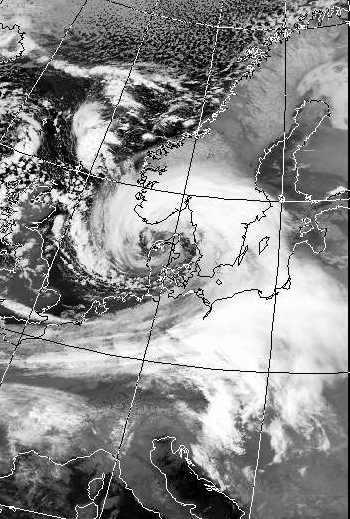
Immagine all Infrarosso vista dal satellite della tempesta Anatol il 3 dicembre 1999 alle 16:25 UTC

Anatol è il nome dato dal Servizio Meteorologico Tedesco ad una potente depressione che ha colpito la Danimarca, il sud-ovest della Svezia e la Germania settentrionale il 3 dicembre 1999. Sono stati registrati venti sostenuti di 136 km/h e raffiche fino a 175 km/h.
Secondo il Servizio meteorologico Danese, i danni stimati sono di circa 2 miliardi di dollari USA.

## Storia meteorologica
Un disturbo nella circolazione atmosferica cadde a nord-est di Terranova e di diresse verso l'Europa. Alle 18:00 UTC del 2 dicembre 1999 la circolazione ciclonica si trovava al largo della costa irlandese. La depressione si è poi trasformata in una depressione d'altitudine dove si sviluppò un forte contrasto di temperatura di una zona baroclina. Il 3 dicembre alle ore 18:00 UTC, la pressione centrale era di 990 hPa.
La tempesta si ampliò e continuò a dirigersi verso il Mare del Nord. La pressione centrale scese a 957 hPa quando si trovò vicino alla Danimarca. Continuando il suo viaggio, la pressione scese a 953 hPa quando si trovava vicino alla costa orientale dello Jutland e a 954 hPa alle ore 21:00 UTC nel sud della Svezia. Anatol attraversò il Mar Baltico e tutta la costa della Lettonia, per poi dissiparsi il 4 dicembre.